# سورنتس
سورنتس (به بلغاری: Surnets) یک منطقهٔ مسکونی در بلغارستان است که در شهرستان ترول واقع شده‌است.